# Gail Simone
Gail Simone es una guionista de historietas estadounidense, más conocida por escribir Aves de Presa (cómic) para DC Comics, Welcome to Tranquility y All-New Atom; a finales de la década de 2000, se convirtió en la escritora de planta de Mujer Maravilla.

## Carrera

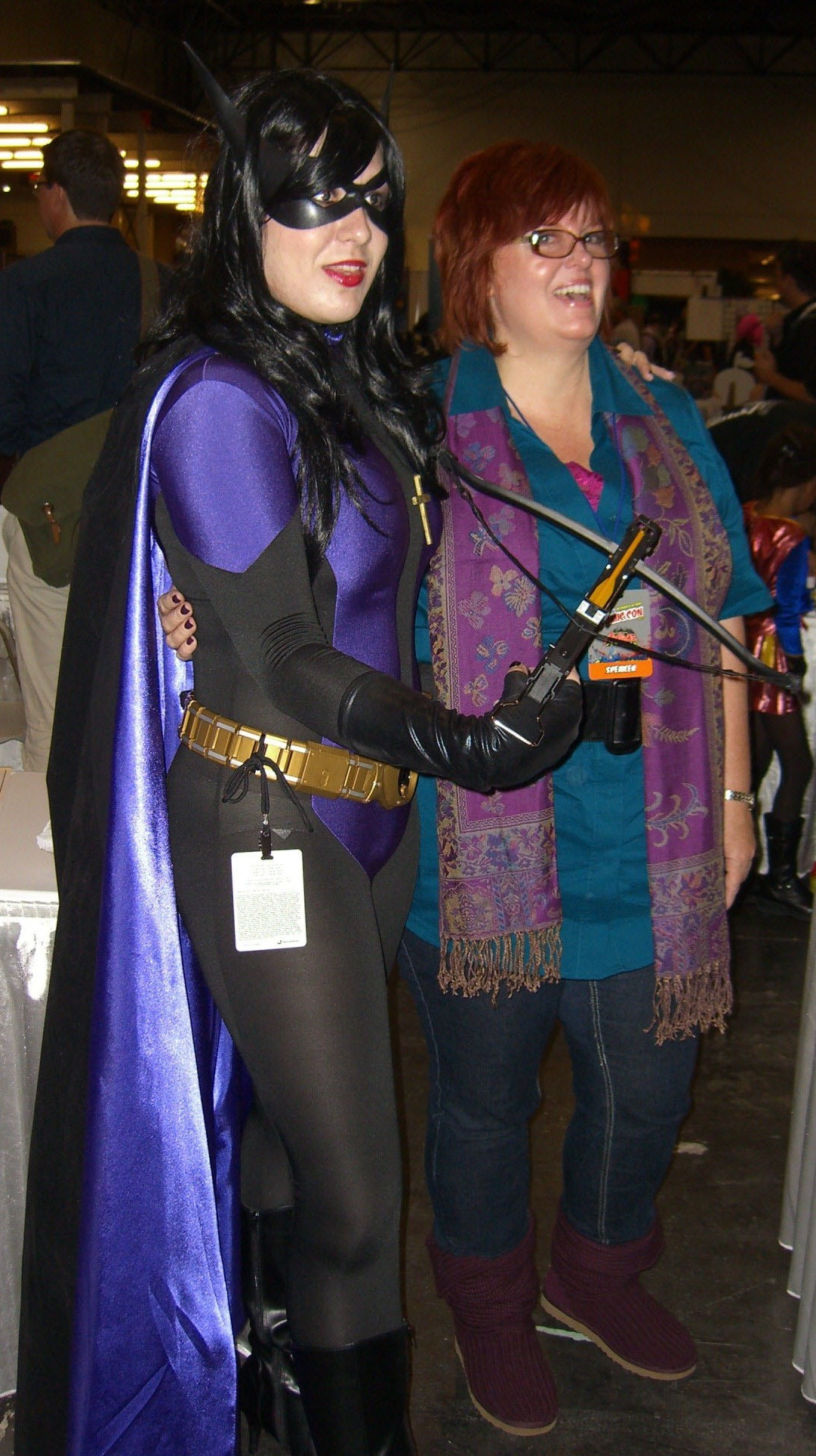
Simone junto a una fan vestida como Huntress, en la Convención de cómics de Nueva York de 2010.

### Primeros trabajos
Una peluquera que había estudiado teatro en la universidad, Simone comenzó a hacerse conocida mediante Women in Refrigerators, un sitio web fundado en 1999 por un grupo de entusiastas de las historietas en respuesta a una escena de Linterna Verde #54 en la cual la novia del héroe, Alex DeWitt, fue asesinada y su cadáver almacenado en un refrigerador. El sitio se dedicaba a identificar superhéroes femeninas que eran asesinadas, violadas o habían sufrido experiencias traumáticas como recurso para desarrollar la trama del personaje masculino. Gracias a ello, Simone entró en contacto con personas de la industria del cómic. Su columna You'll All Be Sorry! se publicaba semanalmente en Comic Book Resources, con publicaciones que iban desde sumarios satíricos de historietas hasta parodias de fan fiction.
Simone trabajó para Bongo Comics realizando el guion de varias de sus historietas basadas en Los Simpson. Sus contribuciones incluyen un especial Treehouse of Horror y varios guiones para Bart Simpson Comics.
En 2001, Simone se unió a Lea Hernandez para crear Killer Princesses, publicado por Oni Press.

### Marvel y DC
Tras su paso por Los Simpson, Simone ingresó en las corrientes principales de los cómics escribiendo Deadpool de Marvel Comics. Cuando la serie fue cancelada y se relanzó como Agent X Simone continuó como guionista, pero eventualmente renunció debido a un conflicto con el editor.
Tras su disputa con Marvel, Simone fue a DC Comics, donde se hizo cargo de la serie Aves de Presa (cómic) a partir del número #56, un grupo de superheroínas conformado por Oracle, Black Canary, Huntress y Lady Blackhawk.
En 2005, Simone se unió a John Byrne en Action Comics, pero continuó con sus otros proyectos, incluyendo Villains United -parte de la serie limitada Crisis infinita- donde revitalizó al personaje Catman. También escribió, junto al dibujante Rob Liefeld, un arco narrativo para Teen Titans centrado en Hawk y Dove.
En 2006, Simone escribió Secret Six, una serie derivada de Villains United que dio lugar a un relanzamiento de The New 52 entre 2008 y 2011. Otros trabajos de Simone incluyen la revitalización de Gen¹³ y un proyecto acerca de una comunidad de retiro para superhéroes, Welcome to Tranquility, publicado por WildStorm.
En 2007, Gail Simone se convirtió en la nueva guionista de Wonder Woman, convirtiéndose en quien más tiempo estuvo en esa posición. A principios de 2010 volvió a hacerse cargo de Aves de Presa. J. Michael Strazcynski reemplazó a Simone como guionista de Wonder Woman, pero ella siguió en Aves de Presa y Secret Six.
En 2011 Simone colaboró con The Power Within, un cómic financiado en Kickstarter para combatir el acoso adolescente. Ese mismo año, como parte de la iniciativa The New 52 de DC, Simone escribió Batgirl, protagonizada por Barbara Gordon. El primer número de la serie se publicó en septiembre de 2011 y en él Simone introdujo un personaje llamado Alysia Yeoh, que eventualmente se revelaría como transgénero, el primer personaje de su tipo en la industria del cómic.
En febrero de 2013, DC anunció una nueva serie de Simone y el artista Freddie Williams II, The Movement, una serie sobre el uso y el abuso de poder. Al mes siguiente, Simone comenzó a escribir para la serie Red Sonja.

### Otros medios
Simone escribió el episodio "Double Date" de la serie de televisión Liga de la Justicia Ilimitada, en el cual aparecen Question, Huntress, Flecha Verde y Canario Negro en una aventura romántica teñida de celos y venganza. Simone escribió el episodio para que apareciera Barbara Gordon, y admitió que le gustaría participar nuevamente en la serie.
En 2007 Simone escribió un episodio de Revisioned: Tomb Raider Animated Series titulado "Pre-Teen Raider". En 2010 escribió un episodio de Batman: The Brave and the Bold titulado "The Mask of Matches Malone!", en el que aparecen Black Canary y Huntress de Aves de Presa.

## Premios y reconocimientos
Simone es considerada una de las mujeres más influyentes en la industria del cómic. Su blog, Women in Refrigerators, es conocido por hacer notar la representación de las mujeres en el cómic. Simone afirmó que el blog no condena la manera en que la industria utiliza a las mujeres, pero da cuenta de la tendencia de los personajes femeninos a ser utilizados como excusas para hacer avanzar la trama. Según Simone, la mayor parte de los personajes femeninos se orientan a la audiencia masculina y son hipersexualizadas, por lo que promueve la creación de personajes femeninos que sean iguales a los masculinos, una práctica que ella misma logró.
En 2009 fue agregada en el Salón de la Fama de Creadoras de Cómic de la organización Friends of Lulu's. En 2010 y 2012, fue nominada para los premios GLAAD Media por su trabajo en los Seis Secretos. En julio de 2014, recibió el primer True Believers Comic Award por Roll of Honor/Comic Excellence en la London Film and Comic Con.